# 실린더-헤드-섹터
실린더-헤드-섹터(Cylinder-head-sector, CHS)는 하드 디스크 드라이브에서 각각의 물리적 데이터 블록에 주소를 제공하는 초기 방식이다.
플로피 디스크를 제외하고, 현대의 기억 매체에 저장되는 데이터에 대해서 CHS 값은 더 이상 직접적인 물리적 관계는 없지만, 가상 CHS 값들은 여전히 수많은 유틸리티 프로그램와 파일 시스템에 사용되고 있다.

## CHS → LBA 매핑
2002년에 ATA-6 사양이 선택적 48비트 논리 블록 주소 지정을 도입하면서 CHS 주소 지정을 권장하지 않는 것으로 선언하였지만, ATA-5 변환의 구현을 허용하였다.
아래의 CHS→LBA 변환 공식은 마지막 ATA-5 CHS 변환과도 일치한다. ATA-5 사양에서 CHS 지원은 최대 16 514 064 섹터까지는 필수이며, 보다 더 큰 디스크에 대해서는 선택적이다.
ATA-5 제한은 CHS 16383 16 63 및 동등한 디스크 용량 (16514064 = 16383×16×63 = 1032×254×63)과 일치하며, 24 = 14+4+6 비트(16383 + 1 = 214)가 필요하다.
CHS 튜플은 다음의 공식을 사용하여 LBA 주소로 매핑할 수 있다:
A = (c ⋅ Nheads + h) ⋅ Nsectors + (s − 1),
여기에서 A는 LBA 주소, Nheads는 디스크의 헤드 수, Nsectors는 트랙 당 최대 섹터 수, (c, h, s)는 CHS 주소이다.

## 역사
실린더 헤드 레코드 포맷은 적어도 1960년대 이후로 IBM 메인프레임의 카운트 키 데이터(CKD) 하드 디스크에 사용되고 있다. 이것은 PC에 사용되는 실린더 헤드 섹터 포맷에 맞먹으며, 섹터 크기가 고정되어 있지 않았지만 각 응용 프로그램의 필요에 기반한 트랙에 따라 다양하다.

## 같이 보기
- 디스크 포맷
- 파일 할당 테이블